# NMBS/SNCB-Reihe 212
Die Baureihe 212 (ab 1971: HLD 62/63) ist eine belgische Lokomotive der NMBS/SNCB mit dieselelektrischem Antrieb aus den 1960er Jahren, von der zwischen 1961 und 1966 insgesamt 136 Loks ausgeliefert wurden. Sie wurden dazu verwendet, die letzten Dampflokomotiven auf Strecken zu ersetzen, die nicht elektrifiziert waren. Bis 2001/2002 fuhren die Lokomotiven noch im Regelbetrieb vor M2-Wagen auf nichtelektrifizierten Strecken. Strecken, auf denen die HLD 62/63 fuhr, sind beispielsweise Antwerpen–Neerpelt (Linie 15) und Gent–Oudenaarde. Die Maschinen wurden sowohl vor Personen- als auch vor Güterzügen eingesetzt.
Die 6221, 6233, 6247, 6285, 6303 und 6311 haben abweichende Seitenfenster. Diese bestehen nur aus zwei statt aus drei Teilen.

## Entstehung und Einsatz
Für den Nebenbahndienst beschaffte die belgische Staatsbahn neben den Lokomotiven der Reihe 210 auch sechs dieselelektrische Lokomotiven mit einem GM-EMD-Antrieb. La Brugeoise et Nivelles (BN) baute die Lokomotiven 1961, dabei wurden die 212.001–003 (ab 1971: 6391–6393) mit Flexicoil-Drehgestellen und die 212.101–103 (ab 1971: 6201–6203) mit BN-Drehgestellen ausgestattet. Ansonsten waren sie identisch ausgeführt, mit dem 12-zylindrigen GM-Motor „12-567C“, einem GM-Generator und vier Gleichstrommotoren „DN 44.1“ von ACEC.
Bei ausgiebigen Erprobungen erwiesen sich die Lokomotiven als zuverlässig. Zwischen 1962 und 1966 beschaffte die NMBS/SNCB in drei Lieferserien insgesamt 130 Lokomotiven mit BN-Drehgestellen, die als 212.104–233 (ab 1971: 6204–6333) in Dienst gestellt wurden.
Ende der 1980er-Jahre wurden die 6391–6393 den Serienlokomotiven angepasst, behielten jedoch ihre Nummern.

## Ausmusterung und Nachnutzung
Im Jahr 2003 wurden die Lokomotiven von der SNCB aufgrund der Inbetriebnahme der Dieseltriebwagen der Reihe 41 außer Dienst gestellt. Im Güterverkehr wurde die Baureihe 62 durch die Baureihe 77 ersetzt.
Viele Lokomotiven wurden an den Infrastrukturbetreiber Infrabel übergeben.
Einige Lokomotiven dieser Baureihe, die als Baureihe 6700 neu nummeriert wurden, wurden vom niederländischen Frachtführer ACTS eingesetzt. Die ehemalige ACTS 6702 (SNCB 6325) läuft jetzt bei RailReLease in Orange/Weiß. Für RailExperts / LTE läuft die ACTS 6703 (SNCB 6391) in den alten ACTS-Farben. Die anderen ACTS-Lokomotiven (6701 und 6705) sind in Amersfoort abgestellt, für sie besteht keine weitere Verwendung. Die 6302 wurde nach einem Unfall instand gesetzt und nach Venezuela verkauft.
Einige Lokomotiven der Baureihen HLD 62/63 (bis 2013) und HLD 55 werden noch immer von der SNCB zum Abschleppen defekter Hochgeschwindigkeitszüge eingesetzt. Sie werden auch bei Infrabel und TUC Rail als Arbeitszüge und zum Transport von Schienen und Ballaststeinen eingesetzt. TUC Rail verfügt über die Maschinen mit den Betriebsnummern 6244 (blau), 6250, 6296 (blau), 6297 (blau), 6315 (blau) und 6331.
Bisher wurden über 55 Lokomotiven verschrottet. Die 6215, 6218, 6264 (mit ETCS) und 6311 sind seit 2016 wieder in Betrieb, die außer Betrieb genommene 6211 befindet sich als Ersatzteilspender im Depot Kinkempois.
Seit 2011 werden die Lokomotiven in das blaue Farbschema von Infrabel umlackiert. Ende 2018 waren bereits zwei Drittel aller Maschinen in Blau lackiert (41 Exemplare), dem gegenüber standen noch 22 gelbgrüne Maschinen.
Der letzte grüne HLD 62/63, die 6219 vom Depot Merelbeke, wurde 2015 von einigen aktiven Eisenbahnangestellten der Infrabel Gent Zeehaven und der NMBS CW Mechelen im grünen Design von 1970 neu lackiert. Seit dieser Auffrischung wird die 6219 von den gleichen Personen optisch gewartet.
Die 6306 wurde zuerst von der NMBS für ein Museum aufbewahrt, das jedoch 2015 aufgegeben wurde. Die grüne 6289 wird von TSP erhalten und wird derzeit in Saint-Ghislain restauriert. Die 6266, ebenfalls von TSP, diente als Ersatzteilspender und wurde 2017 in Saint-Ghislain verschrottet.

## TBL 2 und ETCS

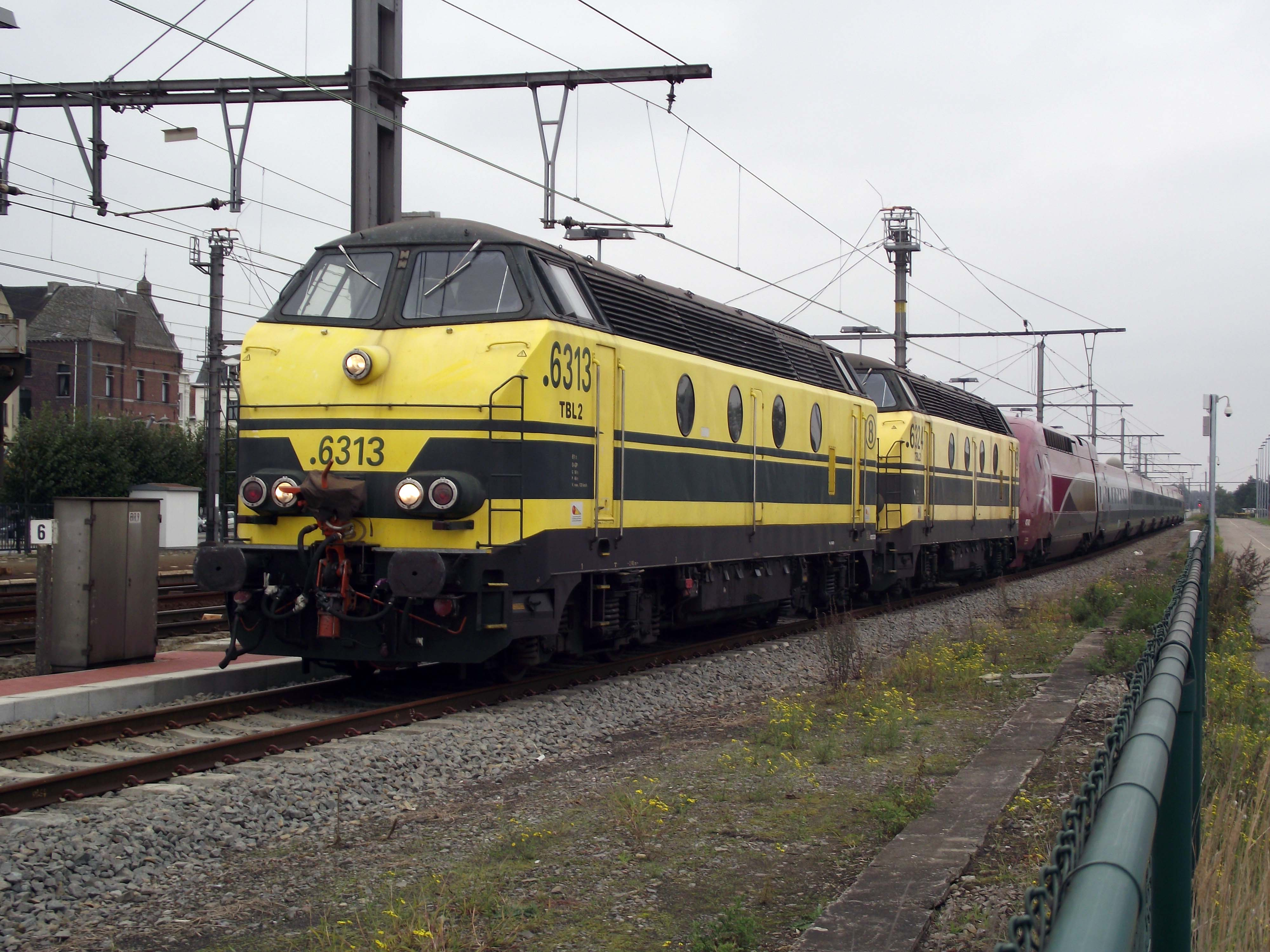
TBL2-Loks 6313 und 6324 schleppen einen Thalys

Für die Wartung der HSL 2 wurden vier Lokomotiven mit dem Sicherheitssystem TBL 2 modifiziert und mit speziellen Kupplungen ausgestattet, um defekte Hochgeschwindigkeitszüge abschleppen zu können. Es handelte sich um 6225, 6227, 6313 und 6324, die in Leuven stationiert wurden. Dieser Einsatz ging mit dem 31. Dezember 2013 zu Ende. Während des Baus der HSL 4 (und in den Niederlanden HSL Süd) wurde Lokomotive 6264 mit dem europäischen Zugsicherungssystem ETCS ausgestattet.